# La Chance d'un joueur
Pour plus de détails, voir Fiche technique et Distribution.
La Chance d'un joueur (The Wheel) est un film américain muet considéré comme perdu, réalisé par Victor Schertzinger et sorti en 1925.

## Synopsis
Comme le décrit une critique de magazine de cinéma, l'habitude de Ted Morton de jouer inquiète ses parents, qui lui font promettre d'arrêter. Lorsqu'il annonce qu'il va épouser Kate, une modiste, son père s'y oppose et Ted quitte la maison. Lui et Kate se marient. Edward Baker, propriétaire d'une maison de jeu, ayant également désiré Kate, décide de briser Ted pour se venger. Il achète une voiture coûteuse à Ted, qui est maintenant vendeur d'automobiles. Lorsque Ted apparaît pour récupérer l'argent de la voiture pour sa société, Baker l'incite à jouer avec. Ted perd et avoue sa perte à Kate, qui à son tour avoue avoir perdu de l'argent sur une course de chevaux. Baker, plein de remords, donne à Ted un chèque du montant qu'il a perdu. Kate et Ted jurent de ne plus jouer.

## Fiche technique
- Titre original : The Wheel
- Réalisation : Victor Schertzinger
- Scénario : Edfrid Bingham, d'après une pièce de Winchell Smith
- Production : Fox Film Corporation
- Directeur de la photographie : Glen MacWilliams
- Date de sortie :
  - États-Unis : 20 septembre 1925

## Distribution
- Harrison Ford : Ted Morton
- Margaret Livingston : Elsie Dixon
- Claire Adams : Kate O'Hara
- Mahlon Hamilton : Edward Baker
- David Torrence : Theodore Morton Sr.
- Julia Swayne Gordon : Mrs. Morton
- Clara Horton : Nora Malone
- George Harris : Sammy
- Erin La Bissoniere : Rhea Weinstein
- Russ Powell : Dan Satterly
- Hazel Howell : Clara

## Conservation
Aucune copie de ce film ne figurant dans les archives, il est considéré comme perdu.